# Plano de Iguala

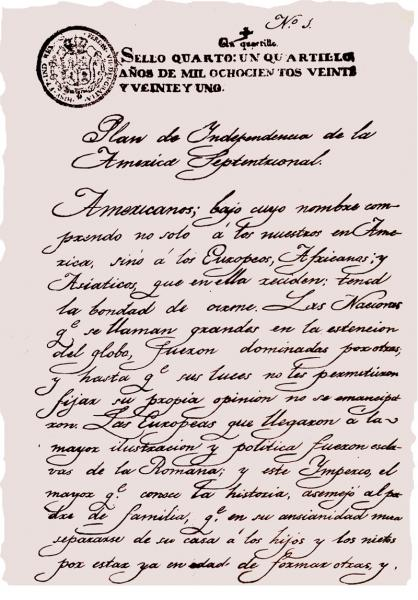
O documento do Plano de Iguala

O Plano de Iguala também conhecido como o Plano das Três Garantias (Plan Trigarante) foi proclamado em 24 de fevereiro de 1821, na fase final da Guerra da Independência do México. O plano era uma tentativa de estabelecer uma fundação constitucional para um Império Mexicano independente. Foi proclamado a partir da cidade de Iguala, no actual estado de Guerrero.

## História
O Plano de Iguala tinha três objectivos principais:
- definição do catolicismo como religião nacional do México;
- a proclamação da independência do México;
- a igualdade social para todos os grupos étnicos e sociais do novo país.

Estes objectivos foram resumidos a Religião, Independência e União.
O México deveria tornar-se uma monarquia constitucional, tendo como modelo as monarquias europeias da altura, cuja coroa seria entregue a Fernando VII de Espanha ou, na recusa deste, a qualquer outro príncipe europeu. Para governar o novo país até à chegada de um príncipe que ocupasse o trono, o plano propunha a criação de uma Junta Governativa, e posteriormente de uma Regência encarregue de governar o país até à eleição de um novo imperador.
O plano assegurava também a igualdade de todos os habitantes do México, concedendo-lhe direitos iguais perante a justiça e em todos os aspectos das suas vidas.
As duas principais figuras por detrás do plano foram Agustín de Iturbide (que se tornaria imperador do México) e Vicente Guerrero, líder insurgente e mais tarde presidente do México. Foi formado o exército das Três Garantias, como garante dos ideais estabelecidos no plano de Iguala, com origem na fusão das forças militares lideradas por estes dois homens. Em 24 de Agosto de 1821, Iturbide e o vice-rei espanhol Juan O'Donojú assinaram o Tratado de Córdoba, ratificando o Plano de Iguala, confirmando assim a independência mexicana.

## Consequências
As Cortes espanholas, em reunião de 13 de Fevereiro de 1822 em Madrid, declaram o Tratado de Córdoba "ilegal, nulo e sem efeito, no que respeita ao governo espanhol". No entanto, no que ao novo governo mexicano dizia respeito, após a aceitação do plano por O'Donojú o país era agora independente. Este facto levaria à tentativa espanhola de reconquistar a sua colónia nos anos que se seguiram, sem sucesso.
Após a queda do império de Iturbide, o congresso mexicano deixou de aceitar tanto o Plano de Iguala como o Tratado de Córdoba como bases para a governação em 8 de Abril de 1823. Foi convocada nova convenção constitucional que levaria à adopção da Constituição Mexicana de 1824 em 4 de Outubro de 1824.